# Visión federal
La Visión Federal, también llamada Teología de Auburn Avenue, es una corriente de pensamiento cristiano con sede en los Estados Unidos. Se trata de un enfoque teológico reformado evangélico que se centra en la teología del pacto, el pensamiento trinitario, los sacramentos del bautismo y la comunión, la teología bíblica y la tipología, la justificación y el postmilenarismo. El movimiento ha sido rechazado por varias denominaciones importantes de los Estados Unidos, entre ellas la Iglesia Presbiteriana en América (PCA), la Iglesia Presbiteriana Ortodoxa (OPC), las Iglesias Reformadas Unidas de Norteamérica (URCNA), la Iglesia Presbiteriana Reformada en los Estados Unidos (RPCUS) y las Iglesias Cristianas Reformadas Ortodoxas. Surgió una controversia en los círculos reformados y presbiterianos en respuesta a las opiniones expresadas en una conferencia celebrada en 2002 titulada La visión federal: un examen del covenantismo reformado. La controversia en curso involucra a varias denominaciones reformadas, incluyendo las Iglesias protestantes reformadas de América (PRCA), OPC, PCA, URCNA y RPCUS. Las Iglesias Reformadas Unidas en Norteamérica (URCNA) incluyen clérigos que están alineados con el movimiento de la Visión Federal.